# J.T. Miller
Jonathan Tanner Miller (ur. 14 marca 1993 w East Palestine, Ohio, USA) – amerykański hokeista pochodzenia szkockiego, gracz ligi NHL, reprezentant Stanów Zjednoczonych.

## Kariera klubowa
- USNTDP Juniors (2009 - 28.07.2011)
- New York Rangers (28.07.2011 - 26.02.2018)
  -  Plymouth Whalers (2011 - 2012)
  -  Connecticut Whale (2012 - 2013)
  -  Hartford Wolf Pack (2013 - 2015)
- Tampa Bay Lightning (26.02.2018 -

## Kariera reprezentacyjna
- Reprezentant USA na MŚJ U-18 w 2011
- Reprezentant USA na  MŚJ U-20 w 2012
- Reprezentant USA na  MŚJ U-20 w 2013
- Reprezentant Ameryki Północnej na PŚ w 2016

## Sukcesy
Indywidualne
- Występ w Meczu Gwiazd ligi AHL w sezonie 2012-2013

Reprezentacyjne
- Złoty medal z reprezentacją USA na MŚJ U-18 w 2011
- Złoty medal z reprezentacją USA na  MŚJ U-20 w 2013